# Geoquímica
Geoquímica é uma ciência interdisciplinar que integra química e geologia e aplica os princípios e ferramentas da química para compreender os mecanismos dos principais sistemas geológicos, como da Terra e de outros planetas. Isso envolve a crosta terrestre, oceanos e outros corpos do Sistema Solar. Seu escopo é muito amplo, contribuindo para o entendimento de processos como a convecção do manto, a formação de planetas e as origens de rochas como granito e basalto.
Este campo explora a composição química dos sistemas geológicos, investigando os processos químicos que influenciam rochas, solos e corpos d'água, além dos ciclos de matéria e energia que distribuem os componentes químicos ao longo do tempo e do espaço. Esse estudo inclui a determinação das abundâncias relativas e absolutas dos elementos e a análise de sua distribuição e migração.
Ao unir métodos da química para resolver problemas geológicos, a geoquímica fornece uma compreensão precisa e quantitativa dos fenômenos naturais e apoia outras áreas, como ecologia e oceanografia química, no aprofundamento das interações entre processos químicos e ambientais.

## História

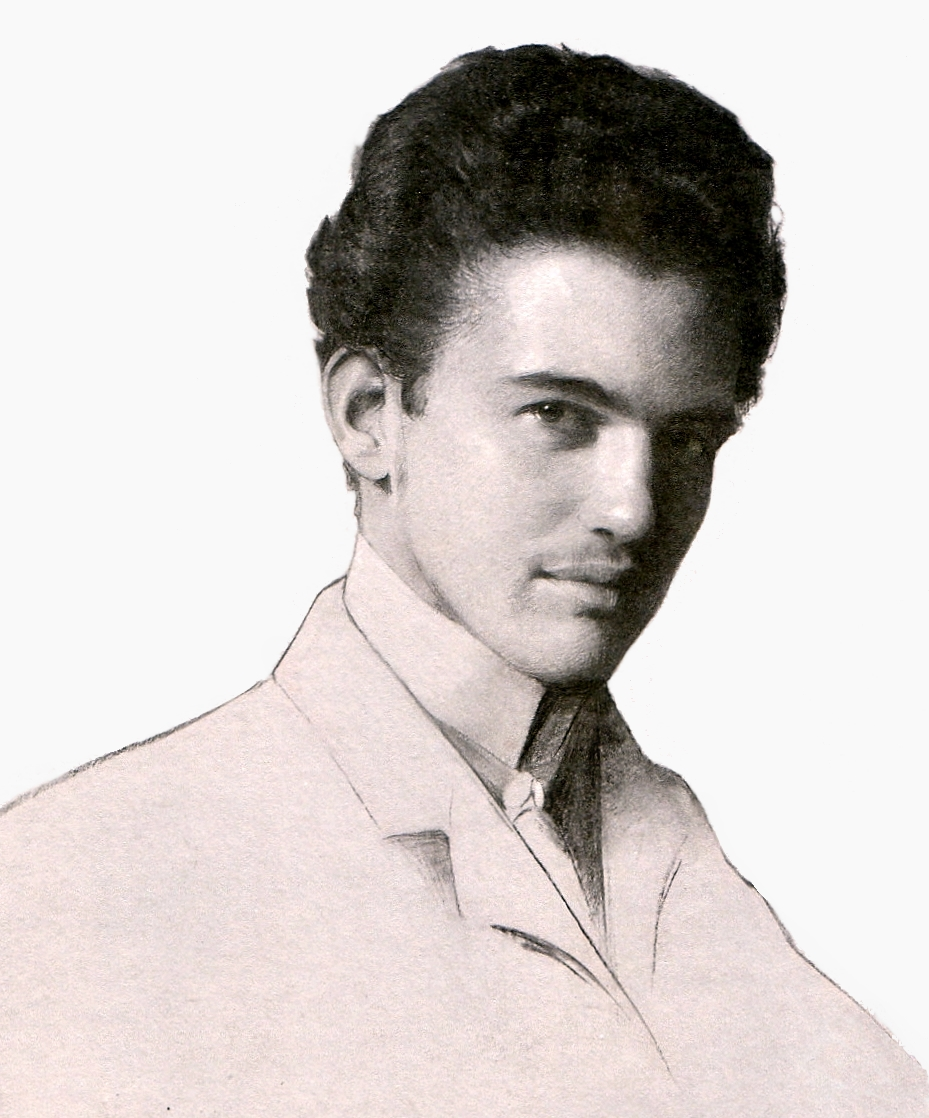
Vítor Goldschmidt (1909)

O termo geoquímica foi utilizado pela primeira vez pelo químico suíço-alemão Christian Friedrich Schönbein em 1838: "uma geoquímica comparativa deveria ser iniciada, antes que a geognosia possa se tornar geologia, e antes que o mistério da gênese de nossos planetas e de sua matéria inorgânica possa ser revelado". No entanto, pelo restante do século, o termo mais comum foi "geologia química", e havia pouco contato entre geólogos e químicos.
A geoquímica emergiu como uma disciplina separada após a criação de grandes laboratórios, começando com o Serviço Geológico dos Estados Unidos (USGS) em 1884, que iniciou levantamentos sistemáticos da química das rochas e minerais. O químico-chefe do USGS, Frank Wigglesworth Clarke, observou que os elementos geralmente diminuem em abundância à medida que seus pesos atômicos aumentam e resumiu o trabalho sobre a abundância de elementos em The Data of Geochemistry.
A composição de meteoritos foi investigada e comparada com rochas terrestres já em 1850. Em 1901, Oliver C. Farrington sugeriu que, embora houvesse diferenças, as abundâncias relativas dos elementos deveriam ser as mesmas. Esse foi o início do campo da cosmogeoquímica, que tem contribuído significativamente para o nosso conhecimento sobre a formação da Terra e do Sistema Solar.
No início do século XX, Max von Laue e William L. Bragg demonstraram que a dispersão de raios X poderia ser utilizada para determinar as estruturas dos cristais. Nas décadas de 1920 e 1930, Victor Goldschmidt e seus colegas da Universidade de Oslo aplicaram esses métodos a muitos minerais comuns e formularam um conjunto de regras sobre como os elementos se agrupam. Goldschmidt publicou esse trabalho na série Geochemische Verteilungsgesetze der Elemente (Leis Geoquímicas da Distribuição dos Elementos).
A pesquisa de Manfred Schidlowski, desde a década de 1960 até cerca de 2002, focou-se na bioquímica da Terra primitiva, com ênfase na isotopo-bioquímica e nas evidências dos primeiros processos de vida no Pré-Cambriano.

## Subcampos
A geoquímica é um tema extremamente amplo que pode ser dividido em subdisciplinas: 
- Geoquímica aquosa, que estuda estuda o papel de vários elementos nas bacias hidrográficas, incluindo cobre, enxofre, mercúrio e como os fluxos elementares são trocados por meio de interações atmosféricas-terrestres-aquáticas. [10]
- Geoquímica Oceânica;
- Geoquímica Orgânica, o estudo do papel dos processos e compostos derivados de organismos vivos ou que já viveram. [11]
- Biogeoquímica é o campo de estudo que se concentra no efeito da vida na química da Terra. [12]
- Geoquímica Isotópica, que envolve a determinação das concentrações relativas e absolutas dos elementos e seus isótopos na Terra e na superfície da Terra. [13]
- Geoquímica de Lateritas e Gossans, etc.
- A cosmoquímica inclui a análise da distribuição dos elementos e seus isótopos no cosmos. [14]
- Fotogeoquímica, que é o estudo das reações químicas induzidas pela luz que ocorrem ou podem ocorrer entre os componentes naturais da superfície da Terra. [15]
- A geoquímica regional inclui aplicações em estudos ambientais, hidrológicos e de exploração mineral. [16]
- Geoquímica de Alta e Baixa Temperatura;
- Geoquímica Inorgânica;
- Geoquímica de Rochas;
- Geoquímica dos Elementos Terras Raras;
- Geoquímica Médica;
- Geoquímica Ambiental;
- Geoquímica dos Solos;
- Geoquímica de Exploração Mineral ou Prospecção Geoquímica;
- Geoquímica de Sedimento de Corrente;

## Elementos químicos
Os blocos fundamentais dos materiais são os elementos químicos, identificáveis pelo número atômico (Z), que representa o número de prótons no núcleo. Um elemento pode ter diferentes valores para N, o número de nêutrons no núcleo. A soma desses números é o número de massa, que é aproximadamente igual à massa atômica. Átomos com o mesmo número atômico, mas diferentes números de nêutrons, são chamados de isótopos. Um isótopo específico é indicado pela letra do elemento precedida de um sobrescrito para o número de massa. Por exemplo, dois isótopos comuns do cloro são o ³⁵Cl e o ³⁷Cl. Existem cerca de 1700 combinações conhecidas de Z e N, das quais apenas cerca de 260 são estáveis. No entanto, a maioria dos isótopos instáveis não ocorre naturalmente. Na geoquímica, isótopos estáveis são utilizados para rastrear caminhos e reações químicas, enquanto isótopos radioativos são usados principalmente para datar amostras. :13–17
O comportamento químico de um átomo – sua afinidade por outros elementos e o tipo de ligações que forma – é determinado pela disposição dos elétrons em orbitais, especialmente os elétrons da camada de valência. Essas disposições são refletidas na posição dos elementos na tabela periódica. :13–17 Com base em sua posição, os elementos são agrupados amplamente em metais alcalinos, metais alcalino-terrosos, metais de transição, semimetais (ou metalóides), halogênios, gases nobres, lantanídeos e actinídeos.
Outro esquema de classificação útil para a geoquímica é a classificação de Goldschmidt, que divide os elementos em quatro grupos principais. Os litófilos se combinam facilmente com o oxigênio, como Na, K, Si, Al, Ti, Mg e Ca, e dominam a crosta terrestre, formando silicatos e outros óxidos. Elementos siderófilos (Fe, Co, Ni, Pt, Re, Os) têm afinidade com o ferro e tendem a se concentrar no núcleo. Elementos calcófilos (Cu, Ag, Zn, Pb, S) formam sulfetos, enquanto os elementos atmófilos (O, N, H e gases nobres) dominam a atmosfera. Dentro de cada grupo, alguns elementos são refratários, permanecendo estáveis em altas temperaturas, enquanto outros são voláteis, evaporando mais facilmente, de modo que o aquecimento pode separá-los.

## Diferenciação e mistura
A composição química da Terra e de outros corpos é determinada por dois processos opostos: diferenciação e mistura. No manto da Terra, a diferenciação ocorre nas dorsais meso-oceânicas por meio de fusão parcial, com mais materiais refratários permanecendo na base da litosfera enquanto o restante sobe para formar basalto. Depois que uma placa oceânica desce para o manto, a convecção acaba misturando as duas partes. A erosão diferencia o granito, separando-o em argila no fundo do oceano, arenito na borda do continente e minerais dissolvidos nas águas do oceano. Metamorfismo e anatexia (fusão parcial de rochas da crosta) podem misturar esses elementos novamente. No oceano, os organismos biológicos podem causar diferenciação química, enquanto a dissolução dos organismos e seus resíduos pode misturar os materiais novamente.  :23–24

### Fracionamento
Uma importante fonte de diferenciação é o fracionamento, uma distribuição desigual de elementos e isótopos. Isso pode ser o resultado de reações químicas, mudanças de fase, efeitos cinéticos ou radioatividade. :2–3 Em uma escala maior, a diferenciação planetária é uma separação física e química de um planeta em regiões quimicamente distintas. Por exemplo, os planetas terrestres formaram núcleos ricos em ferro e mantos e crostas ricos em silicatos. :218No manto da Terra, a principal fonte de diferenciação química é a fusão parcial, particularmente perto das dorsais meso-oceânicas. :68,153 Isso pode ocorrer quando o sólido é heterogêneo ou uma solução sólida, e parte do fundido é separada do sólido. O processo é conhecido como fusão de equilíbrio ou em lote se o sólido e o fundido permanecerem em equilíbrio até o momento em que o fundido for removido, e fusão fracionada ou de Rayleigh se for removido continuamente. 
O fracionamento isotópico pode ter formas dependentes e independentes da massa. Moléculas com isótopos mais pesados têm energias de ponto zero mais baixas e, portanto, são mais estáveis. Como resultado, as reações químicas mostram uma pequena dependência de isótopos, com isótopos mais pesados preferindo espécies ou compostos com um estado de oxidação mais alto; e nas mudanças de fase, os isótopos mais pesados tendem a se concentrar nas fases mais pesadas.  O fracionamento dependente da massa é maior em elementos leves porque a diferença nas massas é uma fração maior da massa total.  :47
As proporções entre isótopos são geralmente comparadas a um padrão. Por exemplo, o enxofre tem quatro isótopos estáveis, dos quais os dois mais comuns são 32 S e 34 S.  :98A razão de suas concentrações, R=34S/32S, é relatada como
{\displaystyle \delta {}^{34}\mathrm {S} =1000\left({\frac {R}{R_{\mathrm {s} }}}-1\right),}
onde Rs é a mesma razão para um padrão. Como as diferenças são pequenas, a proporção é multiplicada por 1000 para torná-la partes por mil (chamadas de partes por mil). Isto é representado pelo símbolo ‰.  :55

#### Equilíbrio
O fracionamento de equilíbrio ocorre entre produtos químicos ou fases que estão em equilíbrio entre si. No fracionamento de equilíbrio entre fases, as fases mais pesadas preferem os isótopos mais pesados. Para duas fases A e B, o efeito pode ser representado pelo fator
{\displaystyle a_{\mathrm {A-B} }={\frac {R_{\mathrm {A} }}{R_{\mathrm {B} }}}.}
Na transição de fase líquido-vapor da água, al-v a 20 graus Celsius é 1,0098 para 18 O e 1,084 para 2 H. Em geral, o fracionamento é maior em temperaturas mais baixas. Em 0 °C, os fatores são 1,0117 e 1,111.  :59

#### Cinético
Quando não há equilíbrio entre fases ou compostos químicos, pode ocorrer fracionamento cinético. Por exemplo, nas interfaces entre água líquida e ar, a reação direta é aumentada se a umidade do ar for menor que 100% ou se o vapor de água for movido pelo vento. O fracionamento cinético geralmente é melhorado em comparação ao fracionamento de equilíbrio e depende de fatores como taxa de reação, via de reação e energia de ligação. Como os isótopos mais leves geralmente têm ligações mais fracas, eles tendem a reagir mais rápido e enriquecer os produtos da reação.  :60
O fracionamento biológico é uma forma de fracionamento cinético, pois as reações tendem a ocorrer em uma direção. Os organismos biológicos preferem isótopos mais leves porque há um menor custo energético na quebra de ligações energéticas. Além dos fatores mencionados anteriormente, o ambiente e as espécies do organismo podem ter um grande efeito no fracionamento.  :70

## Ciclos
Por meio de uma variedade de processos físicos e químicos, os elementos químicos mudam de concentração e se movimentam no que chamamos de ciclos geoquímicos. A compreensão dessas mudanças requer observação detalhada e modelos teóricos. Cada composto químico, elemento ou isótopo tem uma concentração que é uma função C(r,t) da posição e do tempo, mas não é prático modelar a variabilidade total. Em vez disso, numa abordagem emprestada da engenharia química,  :81Os geoquímicos calculam a média da concentração em regiões da Terra chamadas reservatórios geoquímicos. A escolha do reservatório depende do problema; por exemplo, o oceano pode ser um único reservatório ou ser dividido em vários reservatórios.  Em um tipo de modelo chamado modelo de caixa, um reservatório é representado por uma caixa com entradas e saídas.  :81

Modelos geoquímicos geralmente envolvem feedback. No caso mais simples de um ciclo linear, a entrada ou a saída de um reservatório é proporcional à concentração. Por exemplo, o sal é removido do oceano pela formação de evaporitos e, dada uma taxa constante de evaporação nas bacias de evaporitos, a taxa de remoção de sal deve ser proporcional à sua concentração. Para um dado componente C, se a entrada para um reservatório for uma constante a e a saída for kC para alguma constante k, então a equação do balanço de massa é

| {\displaystyle {\frac {dC}{dt}}=a-kC.} | \| \| \| \| \| \| \| \| | (1) |
|                                        |                         |     |
|                                        |                         |     |
Isso expressa o fato de que qualquer mudança na massa deve ser equilibrada por mudanças na entrada ou saída. Em uma escala de tempo de t = 1/k, o sistema se aproxima de um estado estacionário em que Csteady = a/k. O tempo de residência é definido como
{\displaystyle \tau _{\mathrm {res} }=C^{\text{steady}}/I=C^{\text{steady}}/O,}
onde I e O são as taxas de entrada e saída. No exemplo acima, as taxas de entrada e saída em estado estacionário são ambas iguais a a, então τres = 1/k. 
Se as taxas de entrada e saída forem funções não lineares de  C, elas ainda podem ser equilibradas de perto em escalas de tempo muito maiores do que o tempo de residência; caso contrário, haverá grandes flutuações em  C. Nesse caso, o sistema está sempre próximo de um estado estacionário e a expansão de ordem mais baixa da equação de balanço de massa levará a uma equação linear como a Equação ( 1 ). Na maioria dos sistemas, uma ou ambas as entradas e saídas dependem de C, resultando em feedback que tende a manter o estado estável. Se uma força externa perturbar o sistema, ele retornará ao estado estacionário em uma escala de tempo de 1/k. 

## Abundância de elementos

### Sistema solar

Abundâncias de elementos do sistema solar.

A composição do sistema solar é semelhante à de muitas outras estrelas e, além de pequenas anomalias, pode-se supor que ele tenha se formado a partir de uma nebulosa solar que tinha uma composição uniforme, e a composição da fotosfera do Sol é semelhante à do resto do Sistema Solar. A composição da fotosfera é determinada pelo ajuste das linhas de absorção em seu espectro aos modelos da atmosfera do Sol.  De longe, os dois maiores elementos por fração da massa total são o hidrogênio (74,9%) e o hélio (23,8%), com todos os elementos restantes contribuindo com apenas 1,3%.  Há uma tendência geral de diminuição exponencial na abundância com o aumento do número atômico, embora elementos com número atômico par sejam mais comuns do que seus vizinhos ímpares ( regra de Oddo-Harkins ). Em comparação com a tendência geral, o lítio, o boro e o berílio estão esgotados e o ferro está anormalmente enriquecido.  :284–285
O padrão de abundância elementar se deve principalmente a dois fatores. O hidrogênio, o hélio e parte do lítio foram formados cerca de 20 minutos após o Big Bang, enquanto o restante foi criado no interior das estrelas.  :316–317

### Meteoritos
Os meteoritos apresentam uma variedade de composições, mas a análise química pode determinar se eles já estiveram em planetesimais que derreteram ou se diferenciaram. :45Os condritos são indiferenciados e possuem inclusões minerais redondas chamadas côndrulos. Com idades de 4,56 bilhões de anos, eles datam do início do sistema solar. Um tipo particular, o condrito CI, tem uma composição que se assemelha muito à da fotosfera do Sol, exceto pela depleção de alguns voláteis (H, He, C, N, O) e um grupo de elementos (Li, B, Be) que são destruídos pela nucleossíntese no Sol.  :318 Devido ao último grupo, os condritos CI são considerados uma melhor correspondência para a composição do Sistema Solar inicial. Além disso, a análise química dos condritos CI é mais precisa do que a da fotosfera, por isso é geralmente usada como fonte de abundância química, apesar de sua raridade (apenas cinco foram recuperados na Terra). 

### Planetas gigantes

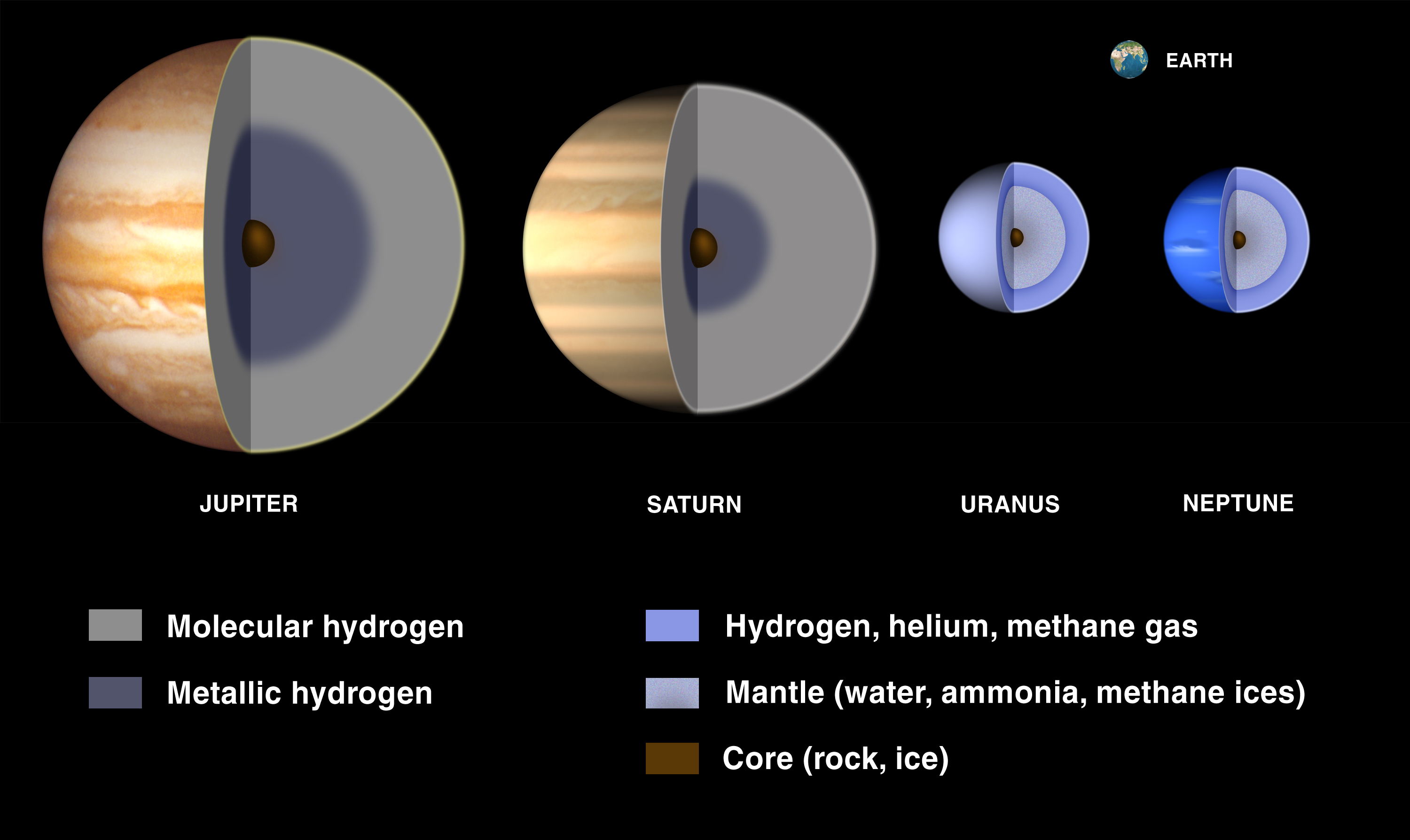
Cortes ilustrando modelos dos interiores dos planetas gigantes.

Os planetas do Sistema Solar são divididos em dois grupos: os quatro planetas internos são os planetas terrestres ( Mercúrio, Vênus, Terra e Marte ), com tamanhos relativamente pequenos e superfícies rochosas. Os quatro planetas externos são os planetas gigantes, que são dominados por hidrogênio e hélio e têm densidades médias mais baixas. Eles podem ser subdivididos em gigantes gasosos ( Júpiter e Saturno ) e gigantes de gelo ( Urano e Netuno ) que têm grandes núcleos gelados.  :26–27,283–284
A maior parte das nossas informações diretas sobre a composição dos planetas gigantes vem da espectroscopia. Desde a década de 1930, sabia-se que Júpiter continha hidrogênio, metano e amônio. Na década de 1960, a interferometria aumentou muito a resolução e a sensibilidade da análise espectral, permitindo a identificação de uma coleção muito maior de moléculas, incluindo etano, acetileno, água e monóxido de carbono.  :138–139Entretanto, a espectroscopia baseada na Terra se torna cada vez mais difícil com planetas mais remotos, já que a luz refletida do Sol é muito mais fraca; e a análise espectroscópica da luz dos planetas só pode ser usada para detectar vibrações de moléculas, que estão na faixa de frequência infravermelha. Isso restringe as abundâncias dos elementos H, C e N.  :130Dois outros elementos são detectados: fósforo no gás fosfina (PH 3 ) e germânio no germano (GeH 4 ).  :131
O átomo de hélio tem vibrações na faixa ultravioleta, que é fortemente absorvida pelas atmosferas dos planetas externos e da Terra. Assim, apesar da sua abundância, o hélio só foi detectado quando as naves espaciais foram enviadas para os planetas exteriores, e mesmo assim apenas indirectamente através da absorção induzida por colisões em moléculas de hidrogénio.  :209Mais informações sobre Júpiter foram obtidas pela sonda Galileo quando ela foi enviada para a atmosfera em 1995;   e a missão final da sonda Cassini em 2017 foi entrar na atmosfera de Saturno.  Na atmosfera de Júpiter, descobriu-se que o He estava esgotado por um fator de 2 em comparação com a composição solar e o Ne por um fator de 10, um resultado surpreendente, uma vez que os outros gases nobres e os elementos C, N e S foram aumentados por fatores de 2 a 4 (o oxigênio também estava esgotado, mas isso foi atribuído à região invulgarmente seca que Galileu coletou). 
Os métodos espectroscópicos só penetram nas atmosferas de Júpiter e Saturno até profundidades onde a pressão é aproximadamente igual a 1 bar, aproximadamente a pressão atmosférica da Terra ao nível do mar. :131A sonda Galileo penetrou até 22 bares. Esta é uma pequena fração do planeta, que deverá atingir pressões de mais de 40 Mbar. Para restringir a composição no interior, modelos termodinâmicos são construídos usando informações sobre temperatura de espectros de emissão de infravermelho e equações de estado para as composições prováveis. :131 Experimentos de alta pressão preveem que o hidrogênio será um líquido metálico no interior de Júpiter e Saturno, enquanto em Urano e Netuno ele permanecerá no estado molecular. :135–136 As estimativas também dependem de modelos para a formação dos planetas. A condensação da nebulosa pré-solar resultaria em um planeta gasoso com a mesma composição do Sol, mas os planetas também poderiam ter se formado quando um núcleo sólido capturou gás nebular. :136
Nos modelos atuais, os quatro planetas gigantes têm núcleos de rocha e gelo que são aproximadamente do mesmo tamanho, mas a proporção de hidrogênio e hélio diminui de cerca de 300 massas terrestres em Júpiter para 75 em Saturno e apenas algumas em Urano e Netuno. :220 Assim, enquanto os gigantes gasosos são compostos principalmente de hidrogênio e hélio, os gigantes de gelo são compostos principalmente de elementos mais pesados (O, C, N, S), principalmente na forma de água, metano e amônia. As superfícies são frias o suficiente para que o hidrogênio molecular seja líquido, então grande parte de cada planeta é provavelmente um oceano de hidrogênio sobreposto a um dos compostos mais pesados. Fora do núcleo, Júpiter tem um manto de hidrogênio metálico líquido e uma atmosfera de hidrogênio molecular e hélio. O hidrogênio metálico não se mistura bem com o hélio e, em Saturno, pode formar uma camada separada abaixo do hidrogênio metálico. :138

### Planetas terrestres
Acredita-se que os planetas terrestres tenham surgido do mesmo material nebular dos planetas gigantes, mas perderam a maioria dos elementos mais leves e têm histórias diferentes. Pode-se esperar que os planetas mais próximos do Sol tenham uma fração maior de elementos refratários, mas se seus estágios posteriores de formação envolveram colisões de grandes objetos com órbitas que coletaram amostras de diferentes partes do Sistema Solar, pode haver pouca dependência sistemática da posição.:3–4
Informações diretas sobre Marte, Vênus e Mercúrio vêm em grande parte de missões espaciais. Usando espectrômetros de raios gama, a composição da crosta de Marte foi medida pelo orbitador Mars Odyssey, a crosta de Vênus por algumas das missões Venera a Vênus, e a crosta de Mercúrio pela nave espacial MESSENGER. Informações adicionais sobre Marte vêm de meteoritos que pousaram na Terra (os Shergottites, Nakhlites e Chassignites, conhecidos coletivamente como meteoritos SNC).:124 As abundâncias também são limitadas pelas massas dos planetas, enquanto a distribuição interna dos elementos é limitada pelos seus momentos de inércia.:334
Os planetas se condensaram a partir da nebulosa solar, e muitos dos detalhes de sua composição são determinados pelo fracionamento à medida que esfriavam. As fases que se condensam se dividem em cinco grupos. Os primeiros a condensar são materiais ricos em elementos refratários, como Ca e Al. Estes são seguidos por níquel e ferro, depois silicatos de magnésio. Abaixo de cerca de 700 kelvins (700 K), FeS e metais ricos em voláteis e silicatos formam um quarto grupo, e no quinto grupo FeO entram os silicatos de magnésio. As composições dos planetas e da Lua são condríticas, o que significa que dentro de cada grupo as proporções entre os elementos são as mesmas que nos condritos carbonáceos. :334
As estimativas das composições planetárias dependem do modelo utilizado. No modelo de condensação de equilíbrio, cada planeta foi formado a partir de uma zona de alimentação na qual as composições dos sólidos eram determinadas pela temperatura nessa zona. Assim, Mercúrio se formou a 1400 K, onde o ferro permaneceu em uma forma metálica pura e havia pouco magnésio ou silício na forma sólida; Vênus a 900 K, então todo o magnésio e silício se condensaram; Terra a 600 K, então contém FeS e silicatos; e Marte a 450 K, então FeO foi incorporado aos silicatos de magnésio. O maior problema com esta teoria é que os voláteis não se condensariam, então os planetas não teriam atmosferas e a Terra não teria atmosfera. :335–336
Em modelos de mistura condrítica, as composições dos condritos são usadas para estimar composições planetárias. Por exemplo, um modelo mistura dois componentes, um com a composição de condritos C1 e outro apenas com os componentes refratários dos condritos C1. :337 Em outro modelo, as abundâncias dos cinco grupos de fracionamento são estimadas usando um elemento de índice para cada grupo. Para o grupo mais refratário, o urânio é usado; o ferro para o segundo; as proporções de potássio e tálio para urânio para os dois seguintes; e a proporção molar FeO/(FeO+ MgO ) para o último. Usando modelos térmicos e sísmicos, juntamente com fluxo de calor e densidade, o Fe pode ser restringido a 10 por cento na Terra, Vênus e Mercúrio. U pode ser limitado a cerca de 30% na Terra, mas sua abundância em outros planetas é baseada em "suposições fundamentadas". Uma dificuldade com este modelo é que pode haver erros significativos na sua previsão de abundâncias voláteis porque alguns voláteis são apenas parcialmente condensados.   :337–338

## Crosta terrestre
Os constituintes mais comuns das rochas são quase todos óxidos ; cloretos, sulfetos e fluoretos são as únicas exceções importantes e sua quantidade total em qualquer rocha é geralmente muito menor que 1%. Em 1911, F. W. Clarke calculou que pouco mais de 47% da crosta terrestre era composta de oxigênio. Ocorre principalmente em combinação como óxidos, dos quais os principais são sílica, alumina, óxidos de ferro e vários carbonatos ( carbonato de cálcio, carbonato de magnésio, carbonato de sódio e carbonato de potássio ). A sílica funciona principalmente como um ácido, formando silicatos, e todos os minerais mais comuns de rochas ígneas são dessa natureza. A partir de um cálculo baseado em 1672 análises de vários tipos de rochas, Clarke chegou à seguinte composição percentual média da crosta terrestre: SiO 2 = 59,71, Al 2 O 3 = 15,41, Fe 2 O 3 = 2,63, FeO = 3,52, MgO = 4,36, CaO = 4,90, Na 2 O = 3,55, K 2 O = 2,80, H 2 O = 1,52, TiO 2 = 0,60, P 2 O 5 = 0,22 (total de 99,22%). Todos os outros constituintes ocorrem apenas em quantidades muito pequenas, geralmente muito menos que 1%. 
Esses óxidos se combinam de forma aleatória. Por exemplo, a potassa (carbonato de potássio) e a soda ( carbonato de sódio ) combinam-se para produzir feldspatos. Em alguns casos, eles podem assumir outras formas, como nefelina, leucita e muscovita, mas na grande maioria dos casos são encontrados como feldspato. O ácido fosfórico com cal (carbonato de cálcio) forma apatita. Dióxido de titânio com óxido ferroso dá origem à ilmenita. Parte da cal forma o feldspato calcário. Carbonato de magnésio e óxidos de ferro com sílica cristalizam como olivina ou enstatita, ou com alumina e cal formam os silicatos ferromagnesianos complexos, dos quais os piroxênios, anfibólios e biotitas são os principais. Qualquer excesso de sílica acima do necessário para neutralizar as bases se separará como quartzo ; o excesso de alumina cristaliza como corindo. Estas devem ser consideradas apenas como tendências gerais. É possível, pela análise da rocha, dizer aproximadamente quais minerais a rocha contém, mas há inúmeras exceções a qualquer regra. 

### Constituição mineral
Exceto em rochas ígneas ácidas ou silicosas contendo mais de 66% de sílica, conhecidas como rochas félsicas, o quartzo não é abundante em rochas ígneas. Em rochas básicas (contendo 20% de sílica ou menos), é raro que elas contenham tanto silício, sendo chamadas de rochas máficas. Se o magnésio e o ferro estiverem acima da média, enquanto a sílica estiver baixa, pode-se esperar olivina ; onde a sílica está presente em maior quantidade, os minerais ferromagnesianos, como augita, hornblenda, enstatita ou biotita, ocorrem em vez da olivina. A menos que o potássio seja alto e a sílica relativamente baixa, a leucita não estará presente, pois a leucita não ocorre com quartzo livre. A nefelina, da mesma forma, é geralmente encontrada em rochas com muita soda e relativamente pouca sílica. Com altos níveis de álcalis, piroxênios e anfibólios contendo soda podem estar presentes. Quanto menor a porcentagem de sílica e álcalis, maior é a prevalência de feldspato plagioclásio em contraste com feldspato sodídico ou potássico. 
A crosta terrestre é composta por 90% de minerais de silicato e sua abundância na Terra é a seguinte: feldspato plagioclásio (39%), feldspato alcalino (12%), quartzo (12%), piroxênio (11%), anfibólios (5%), micas (5%), minerais de argila (5%); os minerais de silicato restantes compõem outros 3% da crosta terrestre. Apenas 8% da Terra é composta de minerais não silicatados, como carbonatos, óxidos e sulfetos. 
O outro fator determinante, ou seja, as condições físicas que acompanham a consolidação, desempenha, no geral, um papel menor, mas não é de forma alguma desprezível. Certos minerais estão praticamente confinados em rochas intrusivas profundas, por exemplo, microclina, muscovita e dialge. Leucita é muito rara em massas plutônicas; muitos minerais têm peculiaridades especiais em caráter microscópico, dependendo se cristalizaram em profundidade ou perto da superfície, por exemplo, hiperstênio, ortoclásio, quartzo. Há alguns exemplos curiosos de rochas com a mesma composição química, mas consistindo de minerais completamente diferentes, por exemplo, a hornblendita de Gran, na Noruega, que contém apenas hornblenda, tem a mesma composição que algumas das camptonitas da mesma localidade que contêm feldspato e hornblenda de uma variedade diferente. Nesse contexto, podemos repetir o que foi dito acima sobre a corrosão de minerais porfiríticos em rochas ígneas. Em riolitos e traquitos, cristais iniciais de hornblenda e biotita podem ser encontrados em grande número, parcialmente convertidos em augita e magnetita. Hornblenda e biotita eram estáveis sob pressões e outras condições abaixo da superfície, mas instáveis em níveis mais altos. Na massa fundamental dessas rochas, a augita está presente quase universalmente. Mas os representantes plutônicos do mesmo magma, granito e sienito contêm biotita e hornblenda muito mais comumente do que augita. 

### Rochas ígneas félsicas, intermediárias e máficas
As rochas que contêm mais sílica e, ao cristalizar, produzem quartzo livre, formam um grupo geralmente denominado de rochas "félsicas". Aqueles que contêm menos sílica e mais magnésia e ferro, de modo que o quartzo está ausente enquanto a olivina é geralmente abundante, formam o grupo "máfico". As rochas "intermediárias" incluem aquelas caracterizadas pela ausência geral de quartzo e olivina. Uma subdivisão importante destas contém uma porcentagem muito alta de álcalis, especialmente soda, e consequentemente possui minerais como nefelina e leucita, não comuns em outras rochas. Ela é frequentemente separada das outras como rochas "alcalinas" ou "soda", e há uma série correspondente de rochas máficas. Por fim, um pequeno subgrupo rico em olivina e sem feldspato foi chamado de rochas "ultramáficas". Eles têm porcentagens muito baixas de sílica, mas muito ferro e magnésia.
Com exceção destes últimos, praticamente todas as rochas contêm feldspatos ou minerais feldspatóides. Nas rochas ácidas, os feldspatos comuns são ortoclásio, pertita, microclina e oligoclásio, todos com muita sílica e álcalis. Nas rochas máficas predominam labradorita, anortita e bytownita, sendo ricas em cal e pobres em sílica, potássio e soda. Augita é o ferromagnesiano mais comum em rochas máficas, mas biotita e hornblenda são, em geral, mais frequentes em rochas félsicas. 
| Minerais mais comuns         | Félsico                                                      | Intermediário                                                   | Intermediário                                                     | Mafic                                    | Ultramáfico                               |
| Minerais mais comuns         | Quartzo Ortoclásio (e Oligoclásio), Mica, Hornblenda, Augite | Pouco ou nenhum quartzo: Hornblenda Ortoclásio, Augita, Biotita | Pouco ou nenhum quartzo: Plagioclásio Hornblenda, Augita, Biotita | Sem Quartzo Plagioclásio Augite, Olivina | Sem feldspato Augita, Hornblenda, Olivina |
| ---------------------------- | ------------------------------------------------------------ | --------------------------------------------------------------- | ----------------------------------------------------------------- | ---------------------------------------- | ----------------------------------------- |
| Tipo Plutônico ou Abissal    | Granito                                                      | Sienito                                                         | Diorito                                                           | Gabro                                    | Peridotito                                |
| Tipo intrusivo ou hipabissal | Pórfiro de quartzo                                           | Ortoclásio-pórfiro                                              | Porfirito                                                         | Dolerite                                 | Picrito                                   |
| Tipo Lavas ou Efusivo        | Riolito, Obsidiana                                           | Traquito                                                        | Andesito                                                          | Basalto                                  | Komatiita                                 |

Rochas que contêm leucita ou nefelina, substituindo parcial ou totalmente o feldspato, não estão incluídas nesta tabela. Eles são essencialmente de caráter intermediário ou máfico. Podemos, consequentemente, considerá-los como variedades de sienito, diorito, gabro, etc., nos quais ocorrem minerais feldspatoides e, de fato, há muitas transições entre sienitos do tipo comum e nefelina — ou leucita — sienito, e entre gabro ou dolerito e teralita ou essexita. Mas, como muitos minerais se desenvolvem nessas rochas "alcalinas" que são incomuns em outros lugares, é conveniente, em uma classificação puramente formal como a aqui delineada, tratar todo o conjunto como uma série distinta. 
| Minerais mais comuns  | Feldspato alcalino, nefelina ou leucita, augita, hornblenda, biotita | Cal Soda Feldspato, Nefelina ou Leucita, Augita, Hornblenda (Olivina) | Nefelina ou Leucita, Augita, Hornblenda, Olivina |
| --------------------- | -------------------------------------------------------------------- | --------------------------------------------------------------------- | ------------------------------------------------ |
| Tipo plutônico        | Nefelina-sienito, Leucita-sienito, Nefelina-porfiro                  | Essexite e Theralite                                                  | Ijolita e Missourita                             |
| Tipo efusivo ou Lavas | Fonolito, Leucitófiro                                                | Tefrita e Basanita                                                    | Nefelina-basalto, Leucita-basalto                |

Esta classificação baseia-se essencialmente na constituição mineralógica das rochas ígneas. Quaisquer distinções químicas entre os diferentes grupos, embora implícitas, são relegadas a uma posição subordinada. É reconhecidamente artificial, mas evoluiu com o crescimento da ciência e ainda é adotado como base sobre a qual subdivisões mais ínfimas são erguidas. As subdivisões não têm, de forma alguma, o mesmo valor. Os sienitos, por exemplo, e os peridotitos, são muito menos importantes que os granitos, dioritos e gabros. Além disso, os andesitos efusivos nem sempre correspondem aos dioritos plutônicos, mas também, em parte, aos gabros. À medida que os diferentes tipos de rochas, considerados agregados de minerais, passam gradualmente uns para os outros, os tipos de transição são muito comuns e muitas vezes tão importantes que recebem nomes especiais. Os quartzo-sienitos e nordmarkitos podem ser interpostos entre o granito e o sienito, os tonalitos e adamelitos entre o granito e o diorito, os monzonitos entre o sienito e o diorito, os noritos e hiperitos entre o diorito e o gabro, e assim por diante. 

## Metais traço no oceano
Os metais traço formam facilmente complexos com os principais íons no oceano, incluindo hidróxido, carbonato e cloreto, e sua especiação química muda dependendo se o ambiente é oxidado ou reduzido.  Benjamin (2002) define complexos de metais com mais de um tipo de ligante, além da água, como complexos de ligantes mistos. Em alguns casos, um ligante contém mais de um átomo doador, formando complexos muito fortes, também chamados de quelatos (o ligante é o quelante). Um dos quelantes mais comuns é o EDTA ( ácido etilenodiaminotetracético ), que pode substituir seis moléculas de água e formar ligações fortes com metais que têm carga mais dois.  Com uma complexação mais forte, observa-se menor atividade do íon metálico livre. Uma consequência da menor reatividade dos metais complexados em comparação com a mesma concentração de metal livre é que a quelação tende a estabilizar os metais na solução aquosa em vez de nos sólidos. 
As concentrações dos metais traço cádmio, cobre, molibdênio, manganês, rênio, urânio e vanádio nos sedimentos registram a história redox dos oceanos.  Em ambientes aquáticos, o cádmio(II) pode estar na forma CdCl + (aq) em águas óxicas ou CdS(s) em um ambiente reduzido. Assim, concentrações mais altas de Cd em sedimentos marinhos podem indicar condições de baixo potencial redox no passado. Para o cobre(II), uma forma predominante é CuCl + (aq) em ambientes óxicos e CuS(s) e Cu 2 S em ambientes reduzidos. O ambiente reduzido da água do mar leva a dois possíveis estados de oxidação do cobre, Cu(I) e Cu(II).  O molibdênio está presente no estado de oxidação Mo(VI) como MoO 4 2− (aq) em ambientes óxicos. Mo(V) e Mo(IV) estão presentes em ambientes reduzidos nas formas MoO 2 + (aq) e MoS 2(s).  O rênio está presente no estado de oxidação Re(VII) como ReO 4 − em condições óxicas, mas é reduzido a Re(IV), que pode formar ReO 2 ou ReS 2. O urânio está no estado de oxidação VI em UO 2 (CO 3 ) 3 4− (aq) e é encontrado na forma reduzida UO 2 (s).  O vanádio está em várias formas no estado de oxidação V(V); HVO 4 2− e H 2 VO 4 −. Suas formas reduzidas podem incluir VO 2 +, VO(OH) 3 − e V(OH) 3.  A dominância relativa dessas espécies depende do pH.
Na coluna de água do oceano ou de lagos profundos, os perfis verticais de metais traço dissolvidos são caracterizados como seguindo distribuições do tipo conservador, do tipo nutriente ou do tipo eliminado. Nessas três distribuições, os metais traço têm diferentes tempos de residência e são usados em graus variados por microrganismos planctônicos. Metais traço com distribuições de tipo conservador têm altas concentrações em relação ao seu uso biológico. Um exemplo de um metal traço com uma distribuição do tipo conservadora é o molibdênio. Ele tem um tempo de residência nos oceanos de cerca de 8 x 10 5 anos e geralmente está presente como o ânion molibdato (MoO 4 2− ). O molibdênio interage fracamente com partículas e exibe um perfil vertical quase uniforme no oceano. Em relação à abundância de molibdênio no oceano, a quantidade necessária como cofator metálico para enzimas no fitoplâncton marinho é insignificante. 
Metais traço com distribuições de tipos de nutrientes estão fortemente associados aos ciclos internos de matéria orgânica particulada, especialmente a assimilação pelo plâncton. As menores concentrações dissolvidas desses metais estão na superfície do oceano, onde são assimilados pelo plâncton. À medida que a dissolução e a decomposição ocorrem em profundidades maiores, as concentrações desses metais traço aumentam. O tempo de residência desses metais, como o zinco, é de vários milhares a cem mil anos. Por fim, um exemplo de um metal traço do tipo eliminado é o alumínio, que tem fortes interações com partículas, bem como um curto tempo de residência no oceano. Os tempos de residência dos metais traço do tipo recuperado são de cerca de 100 a 1000 anos. As concentrações desses metais são maiores ao redor de sedimentos de fundo, fontes hidrotermais e rios. No caso do alumínio, o pó atmosférico constitui a maior fonte de emissões externas para o oceano. 
Ferro e cobre apresentam distribuições híbridas no oceano. Eles são influenciados pela reciclagem e pela coleta intensiva. O ferro é um nutriente limitante em vastas áreas dos oceanos e é encontrado em grande abundância junto com o manganês perto de fontes hidrotermais. Aqui, muitos precipitados de ferro são encontrados, principalmente nas formas de sulfetos de ferro e compostos de oxi-hidróxido de ferro oxidado. As concentrações de ferro perto de fontes hidrotermais podem ser até um milhão de vezes superiores às concentrações encontradas no oceano aberto. 
Usando técnicas eletroquímicas, é possível mostrar que metais traço bioativos (zinco, cobalto, cádmio, ferro e cobre) são ligados por ligantes orgânicos na água do mar superficial. Esses complexos de ligantes servem para diminuir a biodisponibilidade de metais traço no oceano. Por exemplo, o cobre, que pode ser tóxico para o fitoplâncton e bactérias do oceano aberto, pode formar complexos orgânicos. A formação desses complexos reduz as concentrações de complexos inorgânicos biodisponíveis de cobre que podem ser tóxicos para a vida marinha em altas concentrações. Ao contrário do cobre, a toxicidade do zinco no fitoplâncton marinho é baixa e não há vantagem em aumentar a ligação orgânica do Zn 2+. Em regiões com alto teor de nutrientes e baixo teor de clorofila, o ferro é o nutriente limitante, sendo as espécies dominantes os fortes complexos orgânicos de Fe(III). 

## Links externos
- A geoquímica das rochas ígneas (Gunn Interactive Ltd.)